# Janine Tavernier
Janine Tavernier (Port-au-Prince, 23 marzo 1935 – Port-au-Prince, 27 febbraio 2019) è stata una poetessa e scrittrice haitiana.

## Opere

### Poesie
- Ombres ensoleillées, 1961.
- Sur mon plus petit doigt, 1962
- Splendeur, 1963.
- Naïma, fille des dieux, 1982.
- Sphinx du laurier rose, 2010.
- Ombre ensoleillée y Splendeur, 2014.

### Romanzi
- Fleurs de muraille, 2000.
- La Gravitante, 2007.

### Saggi
- Une Tentative de morphologie du conte haïtien, 2002.